# Kościół św. Jana Chrzciciela w Orzechowie (województwo zachodniopomorskie)
Kościół św. Jana Chrzciciela w Orzechowie – katolicki kościół filialny zlokalizowany we wsi Orzechów w gminie Cedynia, w powiecie gryfińskim (województwo zachodniopomorskie). Jest filią parafii Matki Bożej Częstochowskiej w Czachowie.

## Historia i architektura
Kościół wzniesiony został w 2. połowie XIII wieku. Architektonicznie reprezentuje okres przejściowy między romanizmem a gotykiem. Murowany z kostki granitowej, jest orientowaną budowlą salową, bez wyodrębnionego prezbiterium. Sytuowany jest na rzucie prostokąta o wymiarach 18 × 9,75 m. Nawę nakrywa dwuspadowy dach. W zachodnią część korpusu wpuszczona jest wieża dzwonna, wzniesiona podczas przebudowy kościoła w 1767 roku. Wieża, drewniana i oszalowana, nakryta jest ostrosłupowym dachem z krzyżem na szczycie.
W ścianie zachodniej kościoła znajduje się dwuuskokowy portal, ponad nim w szczycie widoczny jest ślad po zamurowanej rozecie. Okna i portale w ścianach bocznych zostały poszerzone i przemurowane, zamknięte są łukami odcinkowymi. W ścianie wschodniej zachowały się trzy okna ostrołukowe (środkowe zamurowane), jej szczyt jest bogato zdobiony blendami. Wnętrze kościoła nakryte jest płaskim stropem sufitowym. Zachowała się empora z prospektem organowym oraz neorenesansowa ambona.
Po II wojnie światowej kościół został konsekrowany jako świątynia katolicka w 1947 roku.
Wokół kościoła znajduje się teren dawnego cmentarza z kilkudziesięcioma zachowanymi poniemieckimi nagrobkami oraz pochówkami powojennymi, otoczony kamiennym murem z ceglaną bramą.